# Colombario di via Olevano Romano
Il colombario di via Olevano Romano è un colombario sito in via Olevano Romano 3 presso l'incrocio con via Prenestina a Roma.

## Storia
Fu edificato tra il I secolo a.C. ed il I secolo d.C. in opus reticolatum.
Il colombario fu usato almeno fino alla seconda metà del I secolo d.C. come attesta una tomba ivi conservata risalente al 69 d.C.

## Descrizione
Il colombario ha una pianta rettangolare di circa 3,75x4,65 metri con accesso mediante una scala posta sul lato nord.
Il soffitto era sorretto da una volta a botte mentre le pareti erano decorate da quadretti e motivi floreali.
In seguito il pavimento venne innalzato, pertanto le pareti vennero di nuovo intonacate con dei disegni geometrici.
Di queste decorazioni rimane qualche traccia insieme a qualche iscrizione latina.
Sopra ad una nicchia si legge un carme dedicato da un marito alla propria moglie defunta Iunia Formosa.

## Collegamenti
| È raggiungibile dalla fermata Prenestina/Olevano Romano | del tram 5 |

| È raggiungibile dalla fermata Prenestina/Olevano Romano | del tram 14 |

| È raggiungibile dalla fermata Prenestina/Olevano Romano | del tram 19 |

|  | È raggiungibile dalle stazioni di Roma Prenestina e Serenissima. |